# Donyell Malen
Donyell Malen (Westerland, 19 januari 1999) is een Nederlands voetballer die doorgaans als aanvaller speelt. Hij maakte in juli 2021 de overstap naar Borussia Dortmund, dat hem overnam van PSV. Malen debuteerde in 2019 in het Nederlands voetbalelftal.

## Clubcarrière

### PSV
Malen begon op zijn vierde met voetballen bij VV Succes, waar hij speelde als linksbuiten. Na één seizoen ging hij naar HVV Hollandia. Hij werd op zijn negende vervolgens opgenomen in de jeugdopleiding van Ajax. Daar werd hij centraal in de aanval gezet. Malen verruilde de jeugd van Ajax in 2015 voor die van Arsenal. Hij keerde op 31 augustus 2017 terug naar Nederland, waar hij een contract tekende tot medio 2020 bij PSV.
Malen debuteerde op 8 september 2017 in het betaald voetbal. Hij speelde die dag met Jong PSV een wedstrijd in de Eerste divisie, uit bij FC Eindhoven (1–2 winst). Hij kwam daarbij in de 64e minuut in het veld als vervanger voor Nikolai Laursen. Zijn eerste basisplaats volgde een week later, uit tegen MVV Maastricht (0–0). Malen maakte op 24 november 2017 zijn eerste doelpunten in het betaald voetbal. Hij bracht Jong PSV toen zowel op 3–0 als op 4–0 tijdens een met 6–0 gewonnen competitiewedstrijd thuis tegen Telstar. Malen maakte vervolgens ook in de volgende vijf wedstrijden van Jong PSV één of meerdere doelpunten. Hij kreeg in januari 2018 de Bronzen Stier voor het grootste talent in de tweede periode van seizoen 2017/18 in de Eerste divisie toegekend. Malen maakte op 2 april 2018 voor het eerst een hattrick in de Eerste divisie. Hij maakte zowel de 1–0, de 4–1 als de 5–1 tijdens een met 5–1 gewonnen wedstrijd thuis tegen FC Oss.
Malen maakte op 3 februari 2018 zijn debuut in het eerste elftal van PSV. Hij viel toen in de 82e minuut in voor Luuk de Jong tijdens een met 4–0 gewonnen competitiewedstrijd thuis tegen PEC Zwolle. De eindstand stond op dat moment al op het bord. Later dat seizoen mocht Malen nog drie keer invallen in het eerste elftal. De toen net aangestelde hoofdcoach Mark van Bommel hevelde hem in juni 2018 per direct over naar de selectie van het eerste elftal van PSV. Malen kwam op 21 augustus 2018 voor het eerst in actie in een wedstrijd in het kader van de UEFA Champions League. Hij viel die dag in de 87e minuut in voor Hirving Lozano tijdens een met 2–3 gewonnen voorrondeduel uit bij FK BATE Borisov. Twee minuten later kopte hij het winnende doelpunt binnen, tevens zijn eerste voor de hoofdmacht van PSV. Onder Van Bommel kwam Malen in zijn eerste volledige jaar in de hoofdmacht in bijna alle competitieronden in actie, meestal als invaller. Hij maakte daarin tien doelpunten.
Na het vertrek van Luuk de Jong in juli 2019 kreeg Malen diens rugnummer 9, waar hij daarvoor speelde met 14. Waar hij tot op dat moment ook vooral speeltijd kreeg als links- en rechtsbuiten, begon Van Bommel het seizoen 2019/20 bovendien met hem als nieuwe spits. Malen verlengde in augustus 2019 zijn contract bij PSV tot medio 2024. Malen scoorde op 14 september 2019 vijf keer in één wedstrijd. In een met 5–0 gewonnen competitiewedstrijd thuis tegen Vitesse maakte hij alle doelpunten. Hij was de derde PSV'er die dit presteerde in één Eredivisieduel, na Coen Dillen in 1959 en Bert Theunissen in 1964. Malen was ook de eerste speler die dit überhaupt lukte sinds Bas Dost in 2011 en de 29e sinds de invoering van de Eredivisie in 1956/57. Malen raakte op 15 december tijdens een wedstrijd uit bij Feyenoord geblesseerd aan zijn linkerknie. Deze blessure kostte hem de rest van het seizoen 2019/20. Voormalige topaanvallers als Boudewijn Zenden en Ruud van Nistelrooy leren hem dat topspitsen niet altijd al hun maximale kracht gebruiken, wanneer ze op doel schieten of zoals Malen het zelf zegt: 'Je hoeft soms niet zo hard te schieten, de bal hoeft niet het stadion uit. Goed kijken en rustig plaatsen werkt beter.'
Tijdens seizoen 2020/21 speelde hij sterk en maakte hij in alle competities 27 doelpunten.

### Borussia Dortmund
Op 27 juli 2021 werd bekendgemaakt dat Malen de overstap maakte naar het Duitse Borussia Dortmund, waar hij voor vijf seizoenen tekende.
Hij maakte zijn officiële debuut op 15 augustus 2021 in een competitiewedstrijd tegen Eintracht Frankfurt. Hij kwam in de 73e minuut in het veld voor Thorgan Hazard. Bij Borussia kreeg hij te maken met aanpassingsproblemen. Op 20 november maakte hij tegen VfB Stuttgart zijn eerste doelpunt in de Bundesliga. In het begin van 2023 kende hij voor het eerst sinds zijn komst naar deze club een goede periode bij Dortmund. In seizoen 2023/24 bereikte hij met zijn club de finale van de UEFA Champions League, die werd verloren van Real Madrid.

## Clubstatistieken
| Seizoen     | Club              | Competitie                 | Competitie | Competitie | Beker | Beker | Internationaal | Internationaal | Totaal | Totaal |
| Seizoen     | Club              | Competitie                 | Wed.       | Dlp.       | Wed.  | Dlp.  | Wed.           | Dlp.           | Wed.   | Dlp.   |
| ----------- | ----------------- | -------------------------- | ---------- | ---------- | ----- | ----- | -------------- | -------------- | ------ | ------ |
| 2017/18     | Jong PSV          | Eerste divisie             | 22         | 13         | 0     | 0     | —              | —              | 22     | 13     |
| 2017/18     | PSV               | Eredivisie                 | 4          | 0          | 0     | 0     | 0              | 0              | 4      | 0      |
| 2018/19     | PSV               | Eredivisie                 | 31         | 10         | 2     | 0     | 8              | 1              | 41     | 11     |
| 2019/20     | PSV               | Eredivisie                 | 14         | 11         | 0     | 0     | 10             | 6              | 24     | 17     |
| 2020/21     | PSV               | Eredivisie                 | 32         | 19         | 3     | 1     | 10             | 7              | 45     | 27     |
| Club totaal | Club totaal       | Club totaal                | 81         | 40         | 5     | 1     | 28             | 14             | 114    | 55     |
| 2021/22     | Borussia Dortmund | Bundesliga                 | 27         | 5          | 3     | 0     | 8              | 4              | 38     | 10     |
| 2022/23     | Borussia Dortmund | Bundesliga                 | 26         | 9          | 3     | 1     | 6              | 0              | 35     | 10     |
| 2023/24     | Borussia Dortmund | Bundesliga                 | 27         | 13         | 3     | 1     | 7              | 1              | 37     | 15     |
| 2024/25     | Aston Villa FC    | {{EN-VLAG}} Premier League |            |            |       |       |                |                |        |        |
| Club totaal | Club totaal       | Club totaal                | 78         | 27         | 9     | 2     | 21             | 5              | 110    | 34     |
| Totaal      | Totaal            | Totaal                     | 179        | 78         | 14    | 3     | 49             | 19             | 246    | 102    |

Bijgewerkt op 30 mei 2024. 

## Interlandcarrière
Malen maakte deel uit van Nederland –15, –16, –17, –18, –19 en –21. Hij nam met Nederland –17 deel aan het EK –17 van 2015 en het EK –17 van 2016. Malen debuteerde op 6 september 2019 in het Nederlands voetbalelftal. Bondscoach Ronald Koeman bracht hem die dag in de 58e minuut in voor Denzel Dumfries in een met 2–4 gewonnen EK-kwalificatiewedstrijd in en tegen Duitsland. Hij schoot Nederland zelf op 2–3. In de daaropvolgende interland, drie dagen later in en tegen Estland (0–4), kreeg Malen zijn eerste basisplaats.

### EK 2020
Tijdens het EK 2020 (gespeeld in 2021) koos trainer Frank de Boer in de eerste twee wedstrijden voor Wout Weghorst als basisspeler, en voor Malen als invaller. Tijdens de derde en vierde wedstrijd waren de rollen omgekeerd, en startte Malen in de basis. Malen behoorde nog wel tot de voorselectie voor het WK 2022, maar behoorde niet tot de definitieve selectie voor dit toernooi.

### EK 2024
Na een sterk seizoen bij Dortmund werd Malen door Ronald Koeman opnieuw geselecteerd voor een EK. In de groepswedstrijd tegen Oostenrijk maakte hij in de 6e minuut een eigen doelpunt, het snelste eigen doelpunt ooit op een EK. In de achtste finale tegen Roemenië scoorde Malen twee keer in een 3–0 overwinning, zijn eerste goal op een EK na zeven wedstrijden. Nederland verloor in de halve finales met 2–1 van Engeland. Malen kwam op het toernooi vier keer in actie.
| Interlands van Donyell Malen voor Nederland | Interlands van Donyell Malen voor Nederland | Interlands van Donyell Malen voor Nederland | Interlands van Donyell Malen voor Nederland | Interlands van Donyell Malen voor Nederland | Interlands van Donyell Malen voor Nederland |
| №                                           | Datum                                       | Wedstrijd                                   | Uitslag                                     | Soort wedstrijd                             | Goals                                       |
| ------------------------------------------- | ------------------------------------------- | ------------------------------------------- | ------------------------------------------- | ------------------------------------------- | ------------------------------------------- |
|                                             |                                             |                                             |                                             |                                             |                                             |
| Als speler bij PSV                          | Als speler bij PSV                          | Als speler bij PSV                          | Als speler bij PSV                          | Als speler bij PSV                          | 2                                           |
| 1.                                          | 6 september 2019                            | Duitsland – Nederland                       | 2 – 4                                       | Kwalificatie EK 2020                        | 79'                                         |
| 2.                                          | 9 september 2019                            | Estland – Nederland                         | 0 – 4                                       | Kwalificatie EK 2020                        |                                             |
| 3.                                          | 10 oktober 2019                             | Nederland – Noord-Ierland                   | 3 – 1                                       | Kwalificatie EK 2020                        |                                             |
| 4.                                          | 13 oktober 2019                             | Wit-Rusland – Nederland                     | 1 – 2                                       | Kwalificatie EK 2020                        |                                             |
| 5.                                          | 11 oktober 2020                             | Bosnië en Herzegovina – Nederland           | 0 – 0                                       | Nations League 2020/21                      |                                             |
| 6.                                          | 18 november 2020                            | Polen – Nederland                           | 1 – 2                                       | Nations League 2020/21                      |                                             |
| 7.                                          | 24 maart 2021                               | Turkije – Nederland                         | 4 – 2                                       | Kwalificatie WK 2022                        |                                             |
| 8.                                          | 30 maart 2021                               | Gibraltar – Nederland                       | 0 – 7                                       | Kwalificatie WK 2022                        | 64'                                         |
| 9.                                          | 6 juni 2021                                 | Nederland – Georgië                         | 3 – 0                                       | Vriendschappelijk                           |                                             |
| 10.                                         | 13 juni 2021                                | Nederland – Oekraïne                        | 3 – 2                                       | EK 2020                                     |                                             |
| 11.                                         | 17 juni 2021                                | Nederland – Oostenrijk                      | 2 – 0                                       | EK 2020                                     |                                             |
| 12.                                         | 21 juni 2021                                | Noord-Macedonië – Nederland                 | 0 – 3                                       | EK 2020                                     |                                             |
| 13.                                         | 27 juni 2021                                | Nederland – Tsjechië                        | 0 – 2                                       | EK 2020                                     |                                             |
| Als speler bij Borussia Dortmund            | Als speler bij Borussia Dortmund            | Als speler bij Borussia Dortmund            | Als speler bij Borussia Dortmund            | Als speler bij Borussia Dortmund            | 9                                           |
| 14.                                         | 1 september 2021                            | Noorwegen – Nederland                       | 1 – 1                                       | Kwalificatie WK 2022                        |                                             |
| 15.                                         | 7 september 2021                            | Nederland – Turkije                         | 6 – 1                                       | Kwalificatie WK 2022                        | 90'                                         |
| 16.                                         | 11 oktober 2021                             | Nederland – Gibraltar                       | 6 – 0                                       | Kwalificatie WK 2022                        | 86'                                         |
| 17.                                         | 13 november 2021                            | Montenegro – Nederland                      | 2 – 2                                       | Kwalificatie WK 2022                        |                                             |
| 18.                                         | 26 maart 2022                               | Nederland – Denemarken                      | 4 – 2                                       | Vriendschappelijk                           |                                             |
| 19.                                         | 29 maart 2022                               | Nederland – Duitsland                       | 1 – 1                                       | Vriendschappelijk                           |                                             |
| 20.                                         | 24 maart 2023                               | Frankrijk – Nederland                       | 4 – 0                                       | Kwalificatie EK 2024                        |                                             |
| 21.                                         | 27 maart 2023                               | Nederland – Gibraltar                       | 3 – 0                                       | Kwalificatie EK 2024                        |                                             |
| 22.                                         | 14 juni 2023                                | Nederland – Kroatië                         | 2 – 4                                       | Nations League 2022/23                      | 34'                                         |
| 23.                                         | 18 juni 2023                                | Nederland – Italië                          | 2 – 3                                       | Nations League 2022/23                      |                                             |
| 24.                                         | 10 september 2023                           | Ierland – Nederland                         | 1 – 2                                       | Kwalificatie EK 2024                        |                                             |
| 25.                                         | 13 oktober 2023                             | Nederland – Frankrijk                       | 1 – 2                                       | Kwalificatie EK 2024                        |                                             |
| 26.                                         | 16 oktober 2023                             | Griekenland – Nederland                     | 0 – 1                                       | Kwalificatie EK 2024                        |                                             |
| 27.                                         | 18 november 2023                            | Nederland – Ierland                         | 1 – 0                                       | Kwalificatie EK 2024                        |                                             |
| 28.                                         | 21 november 2023                            | Gibraltar – Nederland                       | 0 – 6                                       | Kwalificatie EK 2024                        |                                             |
| 29.                                         | 22 maart 2024                               | Nederland – Schotland                       | 4 – 0                                       | Vriendschappelijk                           | 86'                                         |
| 30.                                         | 26 maart 2024                               | Duitsland – Nederland                       | 2 – 1                                       | Vriendschappelijk                           |                                             |
| 31.                                         | 6 juni 2024                                 | Nederland – Canada                          | 4 – 0                                       | Vriendschappelijk                           |                                             |
| 32.                                         | 10 juni 2024                                | Nederland – IJsland                         | 4 – 0                                       | Vriendschappelijk                           | 79'                                         |
| 33.                                         | 16 juni 2024                                | Polen – Nederland                           | 1 – 2                                       | EK 2024                                     |                                             |
| 34.                                         | 25 juni 2024                                | Nederland – Oostenrijk                      | 2 – 3                                       | EK 2024                                     |                                             |
| 35.                                         | 2 juli 2024                                 | Roemenië – Nederland                        | 0 – 3                                       | EK 2024                                     | 83' 90+3'                                   |
| 36.                                         | 10 juli 2024                                | Nederland – Engeland                        | 1 – 2                                       | EK 2024                                     |                                             |
| 37.                                         | 7 september 2024                            | Nederland – Bosnië en Herzegovina           | 5 – 2                                       | Nations League 2024/25                      |                                             |
| 38.                                         | 11 oktober 2024                             | Hongarije – Nederland                       | 1 – 1                                       | Nations League 2024/25                      |                                             |
| 39.                                         | 14 oktober 2024                             | Duitsland – Nederland                       | 1 – 0                                       | Nations League 2024/25                      |                                             |
| 40.                                         | 16 november 2024                            | Nederland – Hongarije                       | 4 – 0                                       | Nations League 2024/25                      |                                             |
| 41.                                         | 19 november 2024                            | Bosnië en Herzegovina – Nederland           | 1 – 1                                       | Nations League 2024/25                      |                                             |
| 42.                                         | 23 maart 2025                               | Spanje - Nederland                          | 3 – 3 n.v. (5–4 pen.)                       | Nations League 2024/25                      |                                             |
| 43.                                         | 10 juni 2025                                | Nederland - Malta                           | 8 – 0                                       | Kwalificatie WK 2026                        | 74' 80'                                     |

## Erelijst
| Kampioen Eredivisie | 1x | 2017/18 |

## Privé
Op 24 juni 2020 werd Malen vader van een zoon.
1 Kobel ·
2 Couto ·
3 Anton ·
4 Schlotterbeck ·
5 Bensebaini ·
6 Özcan ·
7 Reyna ·
8 Nmecha ·
9 Guirassy ·
10 Brandt ·
13 Groß ·
14 Beier ·
16 Duranville ·
20 Sabitzer ·
21 Malen ·
23 Can  ·
25 Süle ·
26 Ryerson ·
27 Adeyemi ·
33 Meyer ·
35 Lotka ·
37 Campbell ·
43 Gittens ·
Coach: Şahin
1 Stekelenburg ·
2 Veltman ·
3 De Ligt ·
4 Aké ·
5 Wijndal ·
6 De Vrij ·
7 Berghuis ·
8 Wijnaldum  ·
9 L. de Jong ·
10 Depay ·
11 Promes ·
12 Van Aanholt ·
13 Krul ·
14 Klaassen ·
15 De Roon ·
16 Gravenberch ·
17 Blind ·
18 Malen ·
19 Weghorst ·
20 Van de Beek ·
21 F. de Jong ·
22 Dumfries ·
23 Bizot ·
24 Koopmeiners ·
25 Timber ·
26 Gakpo ·
Coach: De Boer
1 Verbruggen ·
2 Geertruida ·
3 De Ligt ·
4 Van Dijk  ·
5 Aké ·
6 De Vrij ·
7 Simons ·
8 Wijnaldum ·
9 Weghorst ·
10 Depay ·
11 Gakpo ·
12 Frimpong ·
13 Bijlow ·
14 Reijnders ·
15 Van de Ven ·
16 Veerman ·
17 Blind ·
18 Malen ·
19 Brobbey ·
20 Maatsen ·
21 Zirkzee ·
22 Dumfries ·
23 Flekken ·
24 Schouten ·
25 Bergwijn ·
26 Gravenberch ·
Coach: Koeman